# Manganite (oxysel)
Cet article concerne les manganites, des oxysels. Pour le minéral, voir Manganite.
Les manganites sont des composés de l'oxygène, du manganèse et d'un ou plusieurs autres éléments métalliques, dans lesquels le manganèse est à l'état d'oxydation +III (comme dans le manganite de nickel NiMn2O4 ou le manganite de lanthane LaMnO3) ou IV (comme dans les manganites de calcium CaMnO3 et Ca2MnO4).

## Propriétés magnétiques
Les manganites sont étudiés depuis plus de 50 ans et présentent un grand intérêt en raison de la découverte en 1994 de la magnétorésistance colossale des manganites de composition La1-xAxMnO3, où A désigne un élément bivalent (Ca, Ba, Sr, etc.), puis d'autres manganites de valence mixte. Ces manganites présentent des transitions de phase et différents types d'ordre magnétique, structurel et électronique.
L'apparition d'une phase métallique ferromagnétique dans les manganites est expliquée dès 1951 par Clarence Zener sur la base de l'hypothèse d'un fort échange intra-atomique entre un spin localisé et un électron délocalisé. En raison de cette connexion, le spin de l'électron est aligné parallèlement à celui de l'ion. L'électron est ainsi capable de se déplacer d'un nœud du réseau à l'autre, diminuant ainsi l’énergie totale du système. Dans ce cas, l'état ferromagnétique n'apparaît pas en raison d'un échange d'ions, mais par un effet cinétique dit de double échange, Mn → O → Mn (double transfert d'électrons via un ion oxygène intermédiaire).